# LG G7
Das LG G7 ThinQ (Codename internat. Modell: LMG710) ist ein Smartphone der G-Reihe von LG und Nachfolger des LG G6. Das LG G7 Thinq wurde am 2. Mai 2018 in New York der Öffentlichkeit vorgestellt. Im Februar 2019 wurde mit dem LG G8 ThinQ das Nachfolgemodell vorgestellt.

## Ausstattung
Das LG G7 ThinQ misst 153,2 mm × 71,9 mm × 7,9 mm und wiegt 162 Gramm. Das QHD+ Display mit einer Diagonale von 15,5 cm hat bei einer Pixeldichte von rund 563 ppi eine Auflösung von 3120 × 1440 Pixeln. Der Akku hat eine Kapazität von 3000 mAh und kann nicht ausgetauscht werden. Das System-on-a-Chip ist ein mit 2,8 GHz getakteter Snapdragon 845 mit acht Kernen vom Hersteller Qualcomm, bestehend aus acht Kryo 385 CPU Prozessoren (4 × 2,8 GHz Kryo 385 Gold & 4 × 1,7 GHz Kryo 385 Silver) mit 64-Bit Unterstützung und einer Adreno 630-Grafikeinheit, dem 64 GB Flash-Speicher und 4 GB RAM zur Seite stehen. Der Speicher lässt sich zudem mit einer microSDXC-Karte um bis zu 2 TB erweitern. Es verfügt zudem über NFC, eine 16-Megapixel-Dual Rückkamera mit einer Standardwinkelkamera f1.6 Blende, Weitwinkelkamera f1.9 Blende, Fotolicht sowie eine 8-Megapixel-Frontkamera. Außerdem verfügt das LG G7 ThinQ über einen 32bit Hi-Fi Quad-DAC sowie Boombox Lautsprecher. Das G7 ThinQ ist zum Marktstart in den Farben „New Aurora Black“ und „New Platinum Gray“ erhältlich. Als Betriebssystem setzte LG bei Markteinführung Android 8.0 ein. Weitere technische Eigenschaften: DTS:X 3D Surround Sound, stoßsicher gemäß MIL-STD-810G & wasser- und staubdicht gemäß IP68, kabellose Akkuladung sowie Quick Charge 3.0.

## Verfügbarkeit
Das LG G7 ThinQ wurde Anfang Juni 2018 auf dem deutschen Markt eingeführt. Die UVP für das Gerät lag bei 849 Euro.

## Varianten
Wie bereits bei den Vorgängermodellen LG G4 und LG G6 gibt es auch vom G7 ThinQ Mittelklasse-Varianten. Waren es beim LG G4 das G4c und G4s, und beim LG G6 das Q6, sind es diesmal das Q7, das Q7+ und das G7 fit. Neu ist, dass es auch eine Android-One Variante gibt: das G7 One. Es ist allerdings nicht in Deutschland  erhältlich.